# Phare de la pointe Dungeness
Pour les articles homonymes, voir Dungeness.
Le phare de la pointe Dungeness (en espagnol : faro Punta Dungeness) est un phare du Chili situé à l'embouchure orientale du détroit de Magellan à la pointe Dungeness juste en dessous du cap Virgenes en Argentine. Il est rattaché à la région de Magallanes et de l'Antarctique chilien. La ville la plus proche est Río Gallegos. Il est destiné à l'océan Atlantique, à la mer d'Argentine et au détroit de Magellan.
Il est géré par le Service hydrographique et océanographique de la marine chilienne dépendant de la Marine chilienne. 
Le phare est classé Monument national du Chili depuis juillet 2009.

## Histoire
Il s'agit du premier phare chilien sur la route de navigation d'est en ouest, c'est-à-dire des bateaux de l'océan Atlantique qui pénètrent dans les eaux chiliennes. À côté se trouvent les vestiges du premier phare établi par le gouvernement dans le passé. Il est situé à environ 270 kilomètres de la ville de Punta Arenas à l'entrée du détroit de Magellan, marquant l'accès est par l'océan Atlantique.

## Description
Le phare est une  tour cylindrique, avec une galerie et une lanterne de 25 m de haut. La tour est peinte en bandes blanches et rouges et le dôme de la lanterne est Blanc. Il émet, à une hauteur focale de 32 m, un éclat blanc de 1.5 seconde par période de 10 secondes. Sa portée est de 22 milles nautiques (environ 41 km).
Identifiant : ARLHS : CHI-016 - Amirauté : G1402 - NGA : 111-20364 .

## Caractéristique dufeu maritime
Fréquence : 10 secondes (W)
- Lumière : 1.5 seconde
- Obscurité : 8.5 secondes